# 小行星7563
小行星7563（英語：7563）是一颗围绕太阳公转的小行星。1988年1月16日，小島卓雄在千代田发现了此天体。
这颗小行星的绝对星等为53.03857等。